# Iron Fist (musikalbum)
Iron Fist är hårdrocksgruppen Motörheads sjunde album, utgivet 1982. Albumet var Eddie Clarkes sista med gruppen och därmed splittrades den klassiska uppsättningen av gruppen, som bestod av Lemmy, Phil Taylor och Eddie Clarke.
Albumet blev som bäst sexa på UK Albums Chart.

## Låtlista
Samtliga låtar skrivna av Lemmy Kilmister, Eddie Clarke och Phil Taylor.
1. "Iron Fist" - 2:55
2. "Heart of Stone" - 3:04
3. "I'm the Doctor" - 2:43
4. "Go to Hell" - 3:10
5. "Loser" - 3:57
6. "Sex & Outrage" - 2:10
7. "America" - 3:38
8. "Shut It Down" - 2:41
9. "Speedfreak" - 3:28
10. "(Don't Let 'Em) Grind You Down" - 3:08
11. "(Don't Need) Religion" - 2:43
12. "Bang to Rights" - 2:43